# Parafia Przemienienia Pańskiego w Wierzbicy
Zasugerowano, aby ten artykuł podzielić na różne artykuły – Rozdzielić artykuł na dwa: jeden opisujący parafię w Wierzbicy, a drugi opisujący parafię w Prędocinie.

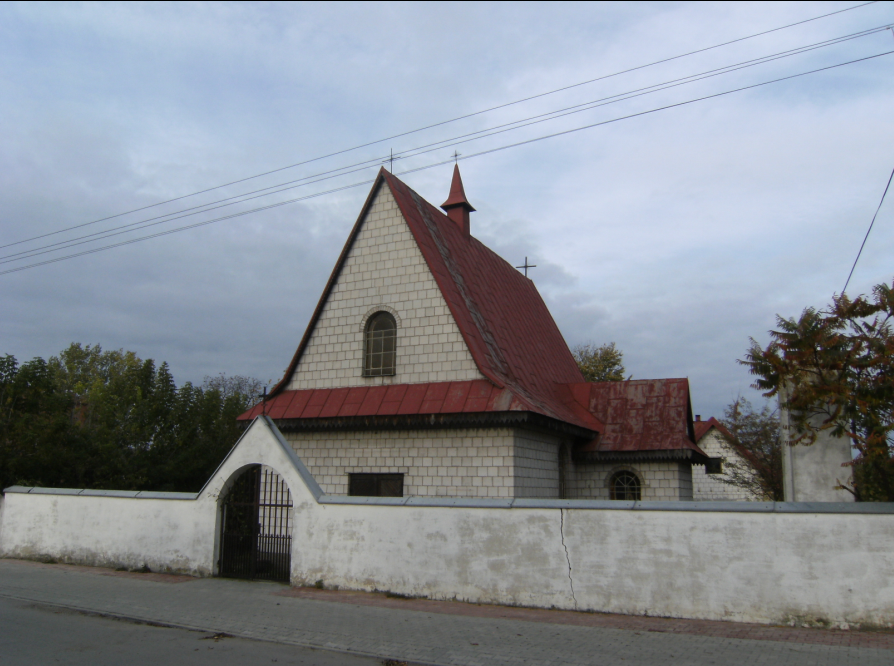
Kościół mariawicki od ul. Stanisława Staszica

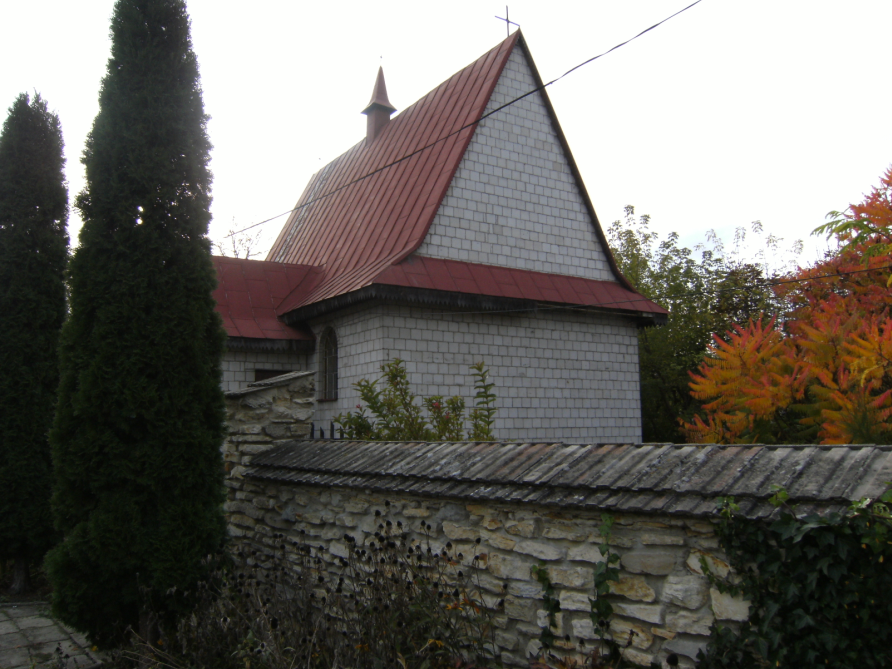
Tylna ściana kościoła

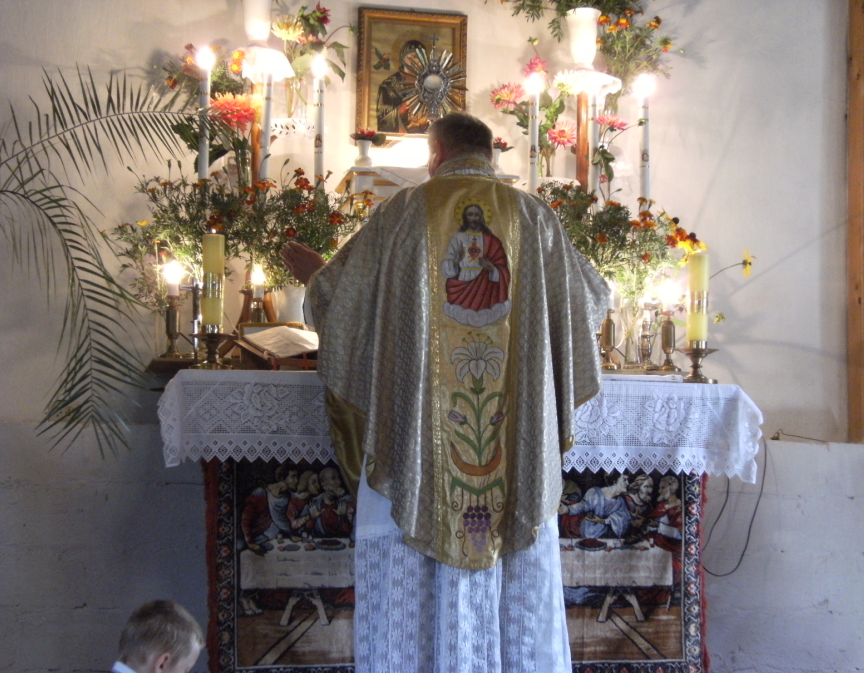
Msza Święta w kościele parafialnym w Wierzbicy

Parafia Przemienienia Pańskiego w Wierzbicy – mariawicka parafia diecezji warszawsko-płockiej, Kościoła Starokatolickiego Mariawitów w RP.
Siedziba parafii oraz kościół parafialny Przemienienia Pańskiego znajduje się w Wierzbicy, w gminie Wierzbica, powiecie radomskim, województwie mazowieckim.

## Obszar
Parafia w Wierzbicy jest niewielką, jednakże rozległą powierzchniowo, placówką misyjną; skupia wiernych z: Wierzbicy, Radomia, Iłży, Starachowic, Szydłowca, Drzewicy i okolic. Obszar parafii można porównać do terytorium rzymskokatolickiej diecezji radomskiej. Jest jedną z najmniejszych parafii personalnych Kościoła Starokatolickiego Mariawitów w Polsce.
Parafia posiada jeden kościół parafialny w Wierzbicy pod wezwaniem Przemienienia Pańskiego, plebanię oraz cmentarz w Prędocinie koło Iłży. Mariawici z Wierzbicy i okolic chowani są najczęściej na cmentarzu grzebalnym w Wierzbicy.
Parafia opiekuje się diasporą mariawicką w Krakowie i Nowym Sączu, nabożeństwa mariawickie odprawiane są również w Radomiu, w kościele ewangelicko-augsburskim przy ul. Mikołaja Reja 7. 
Na terenie parafii katechizacją są objęte dzieci uczęszczające do Publicznej Szkoły Podstawowej nr. 30 im. Królowej Jadwigi w Radomiu na Michałowie. 

## Historia
Parafia Przemienienia Pańskiego w Wierzbicy jest najmłodsza spośród wszystkich parafii mariawickich w Polsce (erygowana dopiero w 1977), ale historia mariawityzmu w okolicach Radomia jest znacznie dłuższa i sięga początków XX wieku. Wiąże się ona z osobą kapłana Marii Fidelisa Szokalskiego, jedynego kapłana mariawity z diecezji sandomierskiej, który pełnił funkcję wikariusza w Iłży.

### Parafia w Prędocinie
W trakcie wyodrębniania się mariawityzmu z Kościoła rzymskokatolickiego, ks. Stanisław Maria Fidelis Szokalski został zasuspendowany przez władze diecezjalne, a pewna liczba parafian szukała opieki duszpasterskiej duchownych mariawickich już po powstaniu samodzielnego Kościoła Mariawitów. Nabożeństwa były odprawiane okresowo w kaplicy domowej. Dnia 8 sierpnia 1908 formalnie zawiązała się parafia mariawicka w Iłży, a 8 grudnia tego samego roku w przebudowanym domu ofiarowanym przez gospodarza Jana Bryłę we wsi Prędocin została poświęcona kaplica mariawicka. W 1909 pod nadzorem inżyniera Wąsowskiego z Iłży, w tej samej wsi wzniesiono drewniany, modrzewiowy kościół. W Prędocinie urządzono również niewielki cmentarz grzebalny. Przy parafii znajdowała się bezpłatna ochronka, w której dzieci uczyły się czytać, pisać i liczyć. Ponadto w samej Iłży przy ul. Mostowej oraz w Ostrowcu Świętokrzyskim znajdowały się mariawickie kaplice. Placówka mariawicka w Iłży z siedzibą w Prędocinie była rozległa terytorialnie oraz stosunkowo niewielka liczebnie i dlatego była ona zwykle obsługiwana przez kapłanów z Lublina. 
W roku 1923 Iłżecka Parafia Mariawitów pw. Przenajświętszego Sakramentu liczyła 230 wiernych, zaś jej filia w Ostrowcu Świętokrzyskim 45 wiernych. Placówkę obsługiwał wówczas kapłan Henryk Maria Fabian Jarzymowski, proboszcz osieckiej parafii mariawitów w Pogorzeli.  
Nieliczna grupa wiernych uległa podziałowi w czasie rozłamu w mariawityzmie. Jednak aż do lat 60. XX wieku przy kościele w Prędocinie mieszkała siostra zakonna Adela Maria Joanna Chełstowska, która się nim opiekowała. Po jej przeniesieniu do Płocka, z uwagi na jej podeszły wiek, kościół został rozebrany, gdyż istniały plany budowy w Prędocinie murowanej świątyni. Nie wyraził jednak na to zgody Urząd do Spraw Wyznań. W związku z tym w miejscowości Zofiówka obok Krępy Kościelnej urządzono kaplicę w domu Kazimierza i Anieli Grodzickich. Jednak po ich śmierci, ich rzymskokatolicki siostrzeniec, który odziedziczył posesję, nie wyraził zgody na utrzymanie w budynku kaplicy mariawickiej.

### Rozłam w Wierzbicy
Gdy w Prędocinie mariawityzm zanikał, w rzymskokatolickiej parafii św. Stanisława w Wierzbicy mianowany został 27-letni wikary, ks. Zdzisław Kos. Ówczesny proboszcz parafii rzymskokatolickiej ks. Marian Bujarczak, pobierał wygórowane opłaty za posługi duszpasterskie, przez co nie był lubiany w swojej parafii. Wikary miał inne podejście do obowiązków, co nie spodobało się proboszczowi. Miał on bowiem szykanować ks. Kosa, a rozmaite plotki na temat tych szykan obiegły parafię, rozbudzając niepokój o los młodego wikarego wśród życzliwych mu parafian.
Ks. Zdzisław Kos został w końcu przeniesiony przez biskupa Piotra Gołębiowskiego do innej parafii, ale w 1962, zachęcany przez swoich dawnych parafian oraz rodzinę, pojawił się ponownie w Wierzbicy, gdzie z ich pomocą udało mu się zająć kościół parafialny i stworzyć związek wyznaniowy o nazwie „Niezależna Samodzielna Parafia Rzymskokatolicka w Wierzbicy”. Część wiernych pozostała jednak wierna biskupowi – dla nich nabożeństwa odprawiano w domu prywatnym lub pod gołym niebem. W miejscowości dochodziło do kłótni i bójek na kamienie, kołki i kłonice, płonęły stodoły. Sprawa dla ks. Kosa zakończyła się ekskomuniką.

### Parafia w Wierzbicy
Po bolesnym dla Wierzbicy rozłamie część wiernych nie pogodziła się z decyzjami kurii, przedkładając ideały kapłańskie nad posłuszeństwo wobec zasad prawa kanonicznego. Swojego moralnego i duszpasterskiego wsparcia postanowili poszukać w Kościele Starokatolickim Mariawitów i udawszy się do Płocka na doroczne uroczystości z okazji 15 sierpnia, w 1968 poprosili ówczesnego biskupa naczelnego Wacława Marię Innocentego Gołębiowskiego o przyjęcie ich pod jurysdykcję tego Kościoła. Jednak formalny wniosek w tej sprawie wpłynął dopiero 2 października.
Ze względu na kłopoty kadrowe prośba ta nie mogła od razu zaowocować mianowaniem stałego proboszcza. Nową placówkę obsługiwali kapłani z okolicznych parafii: kapłan Maria Sławomir Rosiak z Wiśniewa, kapłan Maria Roman Nowak z Żarnówki, kapłan Maria Kazimierz Kaczmarski z Łowicza, kapłan Maria Łukasz Kaczorek z Warszawy i kapłan Maria Eugeniusz Miśkiewicz z Płocka. Stosunkowo najbardziej zaangażowany był w Wierzbicy jednak obecny biskup, wówczas kapłan Włodzimierz Jaworski, który pomimo niedogodnych połączeń dojeżdżał tu co tydzień z Radzyminka, w latach 1970-1973. Warunki przy powstawaniu nowej parafii były ciężkie, napięte nastroje społeczne w osadzie utrudniały pracę duszpasterską i przyjazd kapłanów wiązał się z obelgami a nawet obrzucaniem kamieniami.
Kapłanowi Włodzimierzowi udało się nabyć działkę gruntu z drewnianym budynkiem, który miał być zaadaptowany na kościół. Ten projekt razem ze staraniami o prawne zatwierdzenie parafii mariawickiej w Wierzbicy władze kościelne powierzyły młodemu kapłanowi Tadeuszowi Marii Fidelisowi Kaczmarskiemu, który był wówczas proboszczem w Pepłowie i stamtąd, od października 1972 doglądał postępu prac w Wierzbicy. Parafia starokatolicka mariawitów pod wezwaniem Przemienienia Pańskiego została formalnie erygowana przez biskupa naczelnego Stanisława Marię Tymoteusza Kowalskiego w 1977 i w tym samym roku, 10 lipca w obecności licznego grona mariawickiego duchowieństwa i wiernych została konsekrowana nowa świątynia parafialna.
Początki proboszczowania kapłana Fidelisa były bardzo ciężkie. Spotykał się on z licznymi przejawami niechęci, których kulminację stanowiła próba podpalenia plebanii. Stan techniczny budynku kościelnego był zły, dlatego próbowano zastąpić go inną, nową świątynią, tym bardziej że dochodziło tam do licznych aktów wandalizmu. W tym samym miejscu wznoszono przez kilka lat nowy, murowany kościół, którego sylwetka utrzymana jest w góralskim stylu. Został on poświęcony 16 września 1984. Kapłan M. Fidelis prowadził przy parafii dom opieki dla osób starszych i schorowanych, był osobą niezwykle zaangażowaną społecznie, pomagał tzw. "trudnej młodzieży" wydostać się z nałogów, wspierał materialnie i duchowo wszystkie osoby, będące w potrzebie, które szukały pomocy w miejscowej parafii. 
19 kwietnia 2020 roku, w Niedzielę Przewodnią, w klasztorze przy Świątyni Miłosierdzia i Miłości w Płocku zmarł wieloletni proboszcz parafii kapłan M. Fidelis Kaczmarski, przeżywszy 71 lat. Od tego czasu parafia administrowana była przez diakonów z Wyższego Seminarium Duchownego Kościoła Starokatolickiego Mariawitów i obsługiwana przez kapłanów z różnych parafii. 
Od września 2021 roku do lipca 2024 proboszczem parafii był pochodzący z Szydłowca kapłan Mateusz Maria Felicjan Szymkiewicz, który obsługiwał ponadto parafię Przenajświętszego Sakramentu w Łanach oraz diasporę mariawicką w Krakowie i Nowym Sączu. 
19 stycznia 2024 roku w kościele starokatolickim mariawitów w Wierzbicy odprawione zostało pierwsze nabożeństwo ekumeniczne w ramach Tygodnia Modlitw o Jedność Chrześcijan, które zgromadziło duchownych i przedstawicieli różnych Kościołów chrześcijańskich działających na terenie ziemi radomskiej: rzymskokatolickiego, ewangelicko-augsburskiego i polskokatolickiego. Po nabożeństwie w sali OSP w Wierzbicy odbył się koncert kolęd w wykonaniu Chóru Mariae Vitam z Kościoła Starokatolickiego Mariawitów oraz Barbary Derlak, która zaśpiewała najstarsze polskie pieśni bożonarodzeniowe z kantyczek przy akompaniamencie harfy celtyckiej. 
23 marca 2024 parafia Kościoła Starokatolickiego Mariawitów w Wierzbicy wraz z parafią ewangelicko-augsburską w Radomiu zorganizowały w kościele ewangelickim w Radomiu Ekumeniczny Koncert Pasyjny, podczas którego wystąpił Chór Mariae Vitam oraz Chór Ewangelicki im. Oskara Kolberga. Koncert zainaugurował odprawianie nabożeństw Kościoła Starokatolickiego Mariawitów w Radomiu. 
W roku 2024 rozpoczęto porządkowanie terenu i budowę niewielkiej kaplicy na miejscu dawnego kościoła w Prędocinie. Kaplica została ukończona i poświęcona podczas nieszporów w uroczystość parafialną Przemienienia Pańskiego 6 sierpnia przez biskupa naczelnego Marię Jana Opala. 
Od 1 lipca 2024 roku proboszczem parafii jest biskup Marek Maria Karol Babi.

## Duchowieństwo
Podwaliny pod byt parafialny kładł ówczesny kapłan, a obecny biskup śląsko-łódzki Zdzisław Maria Włodzimierz Jaworski. Kontynuatorem prac na stanowisku proboszcza był kapłan Tadeusz Maria Fidelis Kaczmarski. Zorganizował on parafię, a następnie wzniósł niewielki kościół. Z parafii wierzbickiej pochodzi kapłan Zenon Maria Krzysztof Czyżewski, proboszcz w Żeliszewie Dużym oraz kapłan Mateusz Maria Felicjan Szymkiewicz.
Rolę plebanii spełnia od początków stary niewielki, wiejski budynek mieszkalny zakupiony i przeniesiony na teren parafialny. W 1996 przy pomocy kapłana Mieczysława Marii Kazimierza Kaczmarskiego i parafian strykowskich budynek został obmurowany. Mieszka w nim kapłan, mieści się tu także kancelaria parafialna wykorzystywana również do spotkań parafialnych oraz pomieszczenia gospodarcze.

## Nabożeństwa
Nabożeństwa odprawiane są w miejscowym kościele parafialnym pod wezwaniem Przemienienia Pańskiego. 
- Msze Święte w niedziele i święta o 11.00
- Nabożeństwa w dni powszednie o 17.00
- Nabożeństwa okresowe w niedziele i święta o 10.30 (majowe, czerwcowe, różaniec, wypominki, godzinki, Gorzkie Żale)
- Tygodniowa adoracja Przenajświętszego Sakramentu w każdy czwartek o 17.00
- Miesięczna adoracja Przenajświętszego Sakramentu każdego 25 dnia miesiąca o 17.00
- Uroczystość parafialna Przemienienia Pańskiego 6 sierpnia.